# Repelent

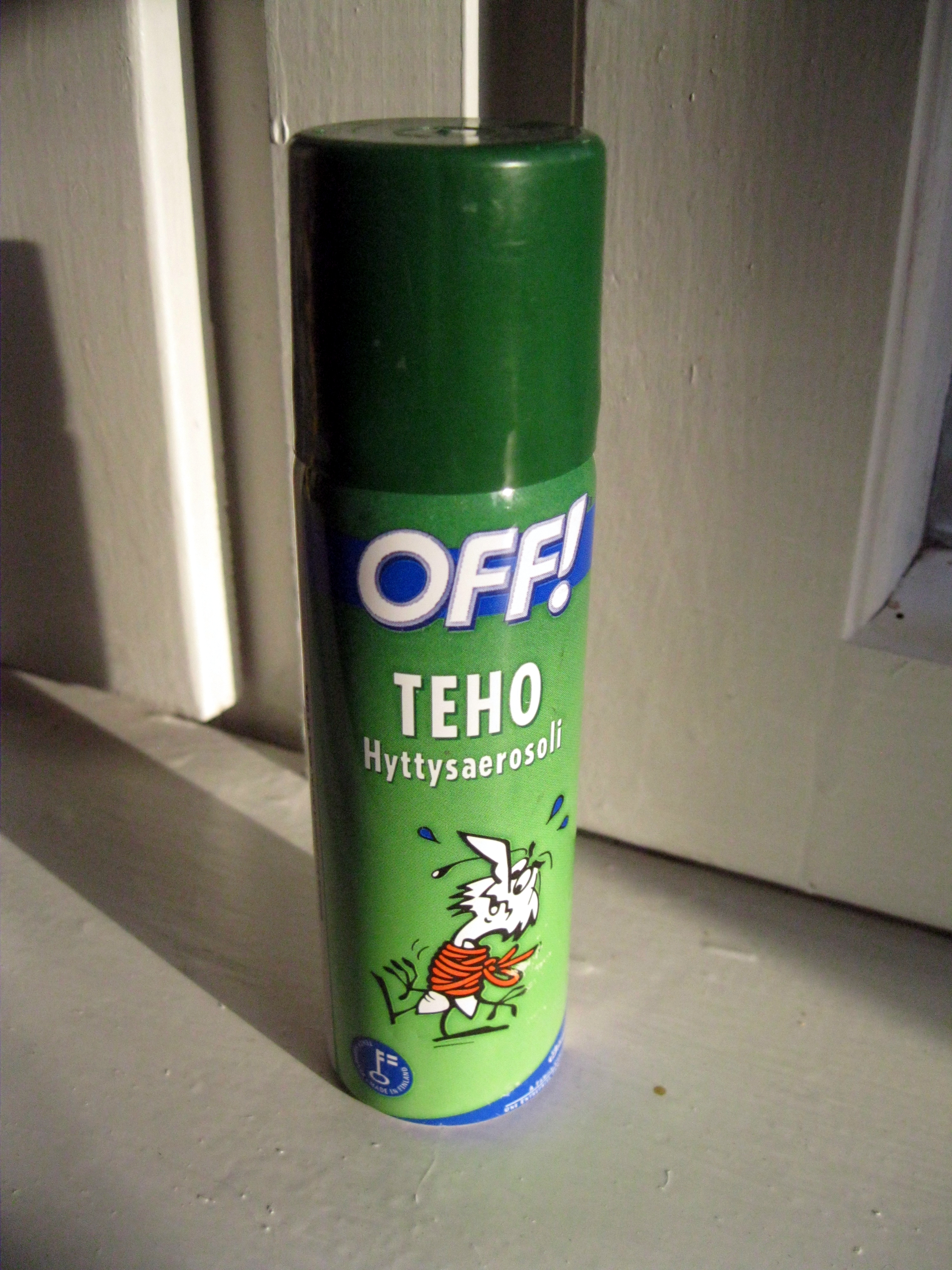
Repelent ve spreji

Repelent (z lat. repellens zahánějící, zapuzující) je chemická látka, která se aplikuje na kůži, oblečení či jiné povrchy, a odpuzuje hmyz (či obecně členovce). Kromě repelentů se používají i odpuzovače hmyzu na bázi zvuku (ultrazvuk), která však mají pochybný efekt. Příkladem účinné látky v repelentu je eukalyptol nebo nejběžnější diethyltoluamid (DEET).
Repelenty proti hmyzu jsou součástí prevence proti chorobám, jako je malárie, lymská borelióza, horečka Dengue, mor a západonilská horečka, které přenáší hmyz. Mezi členovce, kteří tyto nemoci přenášejí, patří komárovitý hmyz, blechy, mouchy i klíště.
Repelenty (zpravidla v množném čísle) či repelentní látky se také nazývají přípravky k ochraně lesních kultur a okrasných dřevin proti okusu zvěří a drobných hlodavců. Ochrana jednotlivých sazenic se provádí nátěrem speciálními kartáči nebo postřikem vhodnými ručními postřikovači se správně zvolenou tryskou k postřiku. Ochrana sazenic se provádí v létě většinou u listnatých sazenic (lípa,dub,buk,javor), které nejsou oploceny. Na podzim u jehličnatých sazenic (smrk, borovice, mimo oplocenky jedle, douglaska). Repelenty k ochraně lesních kultur a okrasných dřevin jsou pastovité, vodou mísitelné, mají svůj charakteristický zápach, jsou neškodné pro včely a zvěř.